# Yousef Salech
Yousef Salech (* 17. Januar 2002) ist ein dänischer Fußballspieler. Seit 2024 steht der Stürmer bei IK Sirius unter Vertrag.

## Karriere als Spieler
Im Sommer 2021 schloss sich Yousef Salech von Hellerup IK kommend Brøndby IF an. Am 1. Mai 2022 gab Salech beim 1:2 im Auswärtsspiel bei Randers FC sein Debüt in der Superliga. In den folgenden Jahren verlieh ihn der Klub mehrfach, um dem Offensivspieler Spielzeit zukommen zu lassen. Dabei erwies er sich beim dänischen Zweitligisten HB Køge als torgefährlicher Stürmer, anschließend spielte er ab 2023 für SK Beveren in der zweithöchsten Spielklasse in Belgien.
Im Februar 2024 wurde die Leihe Salechs von Brøndby IF an SK Beveren vorzeitig beendet und der Spieler wechselte fix in die Allsvenskan zum IK Sirius, wo er einen bis 2028 gültigen Kontrakt unterzeichnete.